# مقبس 940
مقبس 940 (بالإنجليزية: Socket 940) وهو مقبس من تصميم شركة إي أم دي ليعمل على وحداتها للحاسوب الخادمة, ولأنه صمم للحواسيب الخادة لم تكن الوحدات الداعمة له تقبل إلا ذاكرة مسجلة فقط. كانت تستخدمه وحدات إي أم دي آثلون 64 إف إكس وأوبترون. ويوجد لوحات أم تحتوي على مقبسين من هذا النوع والتي كانت تدعم سلسلة 200 من وحدات أوبترون، أما اللوحات التي كانت تحتوي على أربعة أو ثمانية مقابس (وهي نادرة جدا) كانت تدعم سلسلة 800 من وحدات أوبترون.
وعلى الرغم من أن الشركة قامت بتصنيع مقبس إي أم 2 الذي يحتوي على 940 إبرة مثل هذا المقبس، لم تكن هذه الإبر بنفس الترتيب. وهذا يمنع من إيصال وحدة معالجة التابعة لمقبس 940 في مقبس إي أم 2 والعكس صحيح. والسبب هو أن شركة إي أم دي تضم قسم إداة الذاكرة في وحدات المعالجة المركزية (خلافا لشركة إنتل التي كانت تترك عمل إدارة الذاكرة لمجموعة الشرائح), وهذا يعني أن إذا أرادت الشركة أن تغير نوع ذاكرة الوصول العشوائية المستخدم لدى هذه الوحدة، فهي تحتاج أن تنتج سلسلة جديدة من وحدات المعالجة المركزية الداعمة لهذه الذاكر. وبذالك لم تكن وحدات المستخدم لهذا المقبس متناسبة مع مقبس إي أم 2 لاختلاف نوع الذاكرة التي تستخدمه. فمقبس 940 كان يستخدم دي دي آر و مقبس إي أم 2 كان يستخدم دي دي آر 2. وهذا أحد سلبيات وضع المتحكم بالذاكرة داخل وحدة المعالجة المركزية.
وإن الوحدات المستخدمة لمقبس 939 لم تكن متناسبة مع هذا المقبس على الرخم من إيستخدامها لنفس نوعية ذاكرة الوصول العشوائية دي دي آر ولكن كانت تلك المستخمة لمقبس 940 تستخدم ذاكر مسجلة وأما تلك التي يستخدمها مقبس إي أم 2 كانت ذاكرة غير مسجلة. فكان ينبغي على المستهلك الذي يريد أن يطور حاسوبه الخادم أن يشتري وحدة معالجة ولوحة أو ذاكرة جديدة متطابقة في ما بينها. ولكن نقل التحكم بالذاكر إلى وحدة المعالجة المركزية لم تكن خطوة سيئة على فهي تساعد على تأمن سرعة نقل بيانت وقدرة تحكم أعلى.